# سد شهید رجایی
سد شهید رجایی ساری که از آن با عنوان سد سلیمان تنگه ساری نیز یاد می‌شود سدی در ۴۵ کیلومتری جنوب غربی ساری واقع در بخش دودانگه در نزدیکی روستای افراچال است.  عملیات اجرایی آن در شهریور سال ۱۳۷۰ ادامه پیدا کرده و در سال ۱۳۷۵ نیز به پایان رسید.
نیروگاه متوسطی که در محل سد شهید رجایی ساری احداث شده‌است و آب مورد نیاز آن از این سد تأمین می‌شود نیز با نام شهید رجایی خوانده می‌شود. این نیروگاه مخزنی-روزمینی که در تیرماه سال ۱۳۸۸ وارد مدار شده با ظرفیت ۱۳/۵ مگاوات می‌تواند سالیانه ۳۱ میلیون کیلووات ساعت انرژی تولید کند.

## هدف‌های ساخت سد
کاربری اصلی این سد تأمین آب کشاورزی زمین‌های اطراف و تأمین آب آشامیدنی است. علاوه بر آن نیروگاهی هم برای تولید برق در سد تعبیه شده‌است. این سد همچنین یکی از جاذبه‌های تفریحی و اقامتی منطقه است.
به‌طور کلی کاربری‌های این سد به شرح ذیل است:
1. تأمین آب کشاورزی اراضی دشت تجن
2. تأمین محل تفرج منطقه‌ای
3. کنترل طغیان و جلوگیری از خسارات ناشی از سیل
4. تأمین آب آشامیدنی ساکنان محدوده طرح
5. تولید برق[۲]

## امکانات گردشگری
این سد در سال ۱۳۷۹ برای بازدید مسافران و گردشگران آماده شد، محیط اطراف و رودخانه آن به منظور گردش و اقامت مناسب است. از جمله امکانات گردشگری در این محیط می‌توان به اقامت در کنار رودخانه تجن و در دهکده آرامش، قایقرانی، اسکی روی آب، اتوبوس دریایی، پدال‌رو در اسکله شیرین رود، بازدید از تاج سد با گرفتن بلیط در روزها و نیز ماهیگیری نام برد.
وجود ویلاهای دو خوابه، چهارخوابه، اردویی، سالن‌های اجتماعات سرپوشیده و روباز، رستوران‌ها و سالن‌های غذاخوری به سبک‌های مختلف، زمین ورزش و پارک بازی، پیست تپه‌پیمایی و جنگل‌نوردی، آلاچیق از دیگر امکانات و پتانسیل‌هایی است که این مجتمع تفریحی، سیاحتی برای استفاده گردشگران تدارک دیده‌است.

## مشخصات نیروگاه[۳]
| نوع           | مخزنی روزمینی                                              |
| دبی هر واحد   | ۵/۵ متر مکعب بر ثانیه                                      |
| هد            | ۹۱ متر                                                     |
| ساختمان       | ۲ طبقه اسکلت بتنی ۱ طبقه اسکلت فلزی ابعاد ۱۸×۱۶/۸×۲۵/۱ متر |
| ظرفیت نصب     | ۱۳/۵ مگاوات                                                |
| نوع شبکه      | سراسری                                                     |
| نوع توربین    | فرانسیس عمودی                                              |
| تعداد واحد    | ۳                                                          |
| ولتاژ ژنراتور | ۶/۳ به ۶۳ کیلوولت                                          |
| قدرت ژنراتور  | ۵/۲ مگاولت آمپر                                            |
| فرکانس        | ۵۰ هرتز                                                    |
| دور ژنراتور   | ۷۵۰ دور در دقیقه                                           |

## نگارخانه

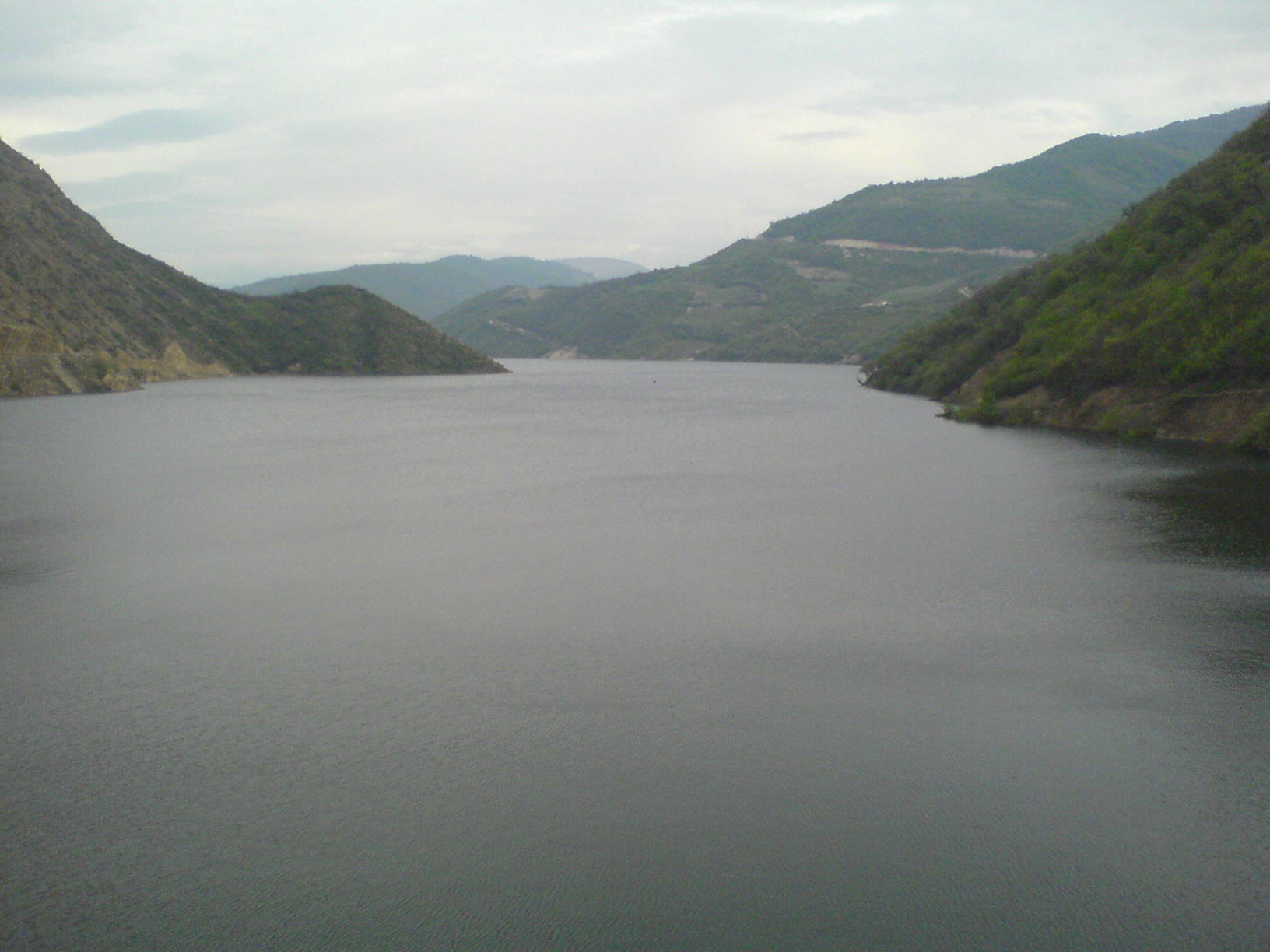
رودخانه پشت سد رجایی ۱
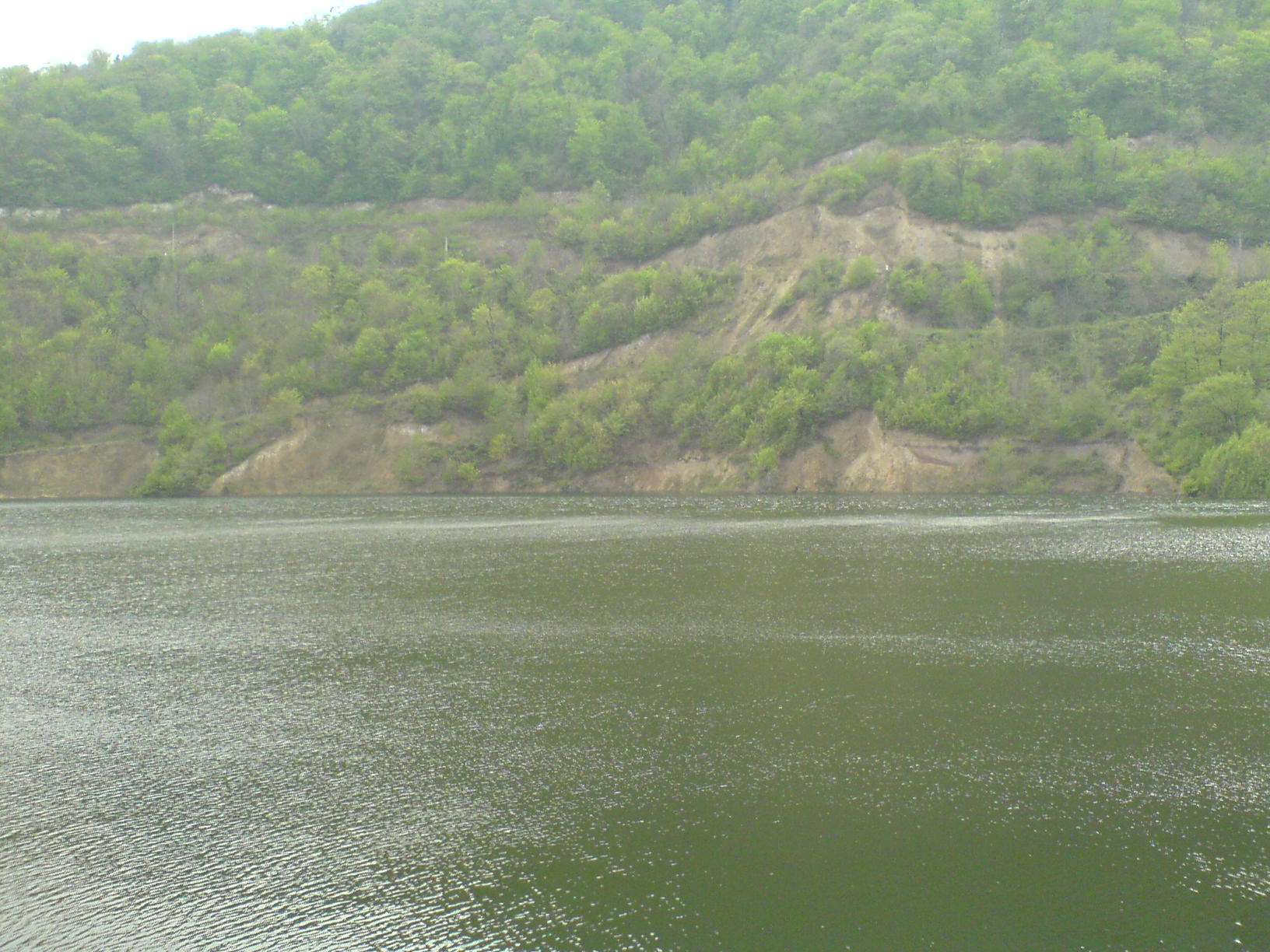
رودخانه پشت سد رجایی ۲
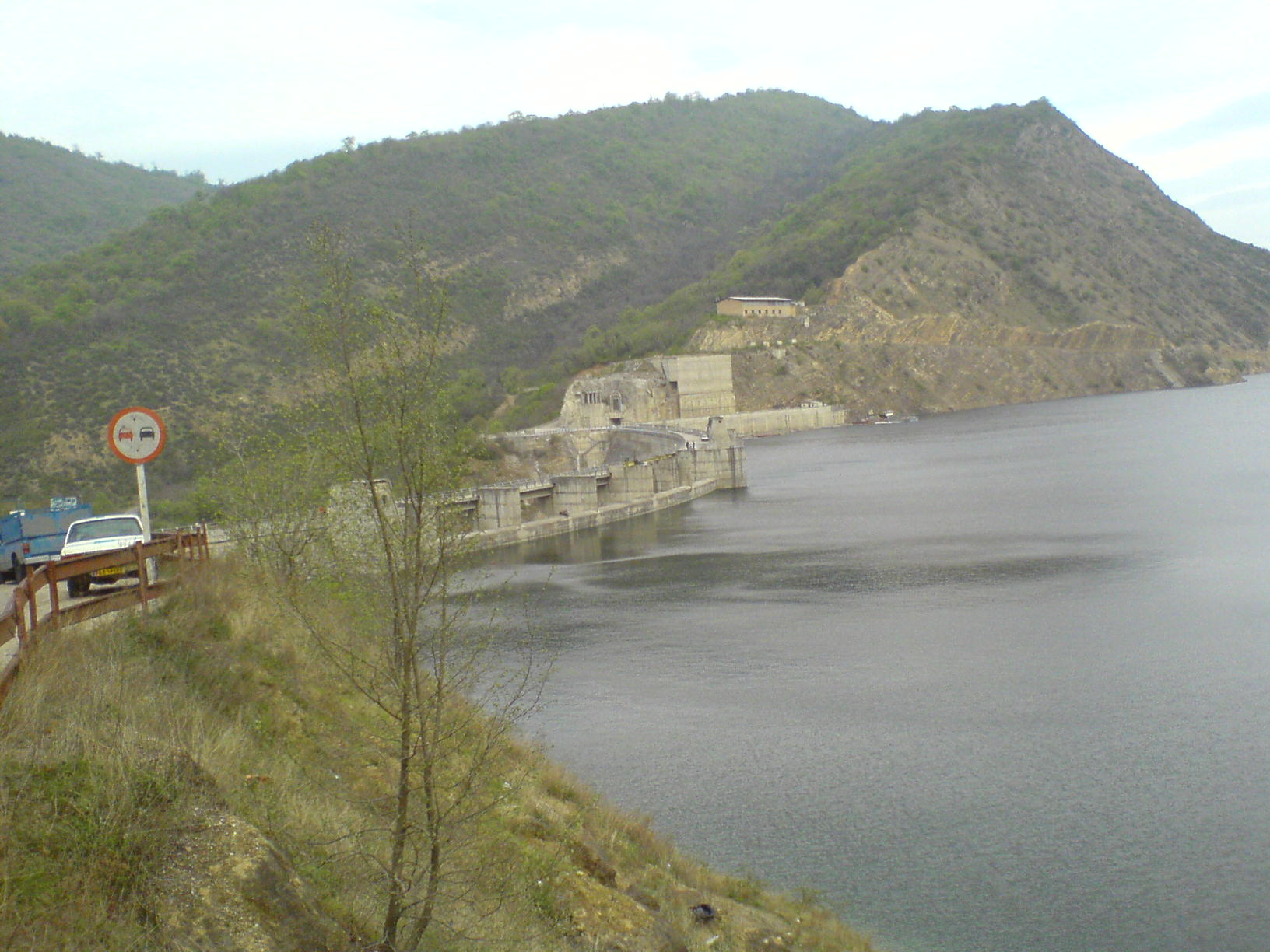
رودخانه پشت سد رجایی و تاج سد
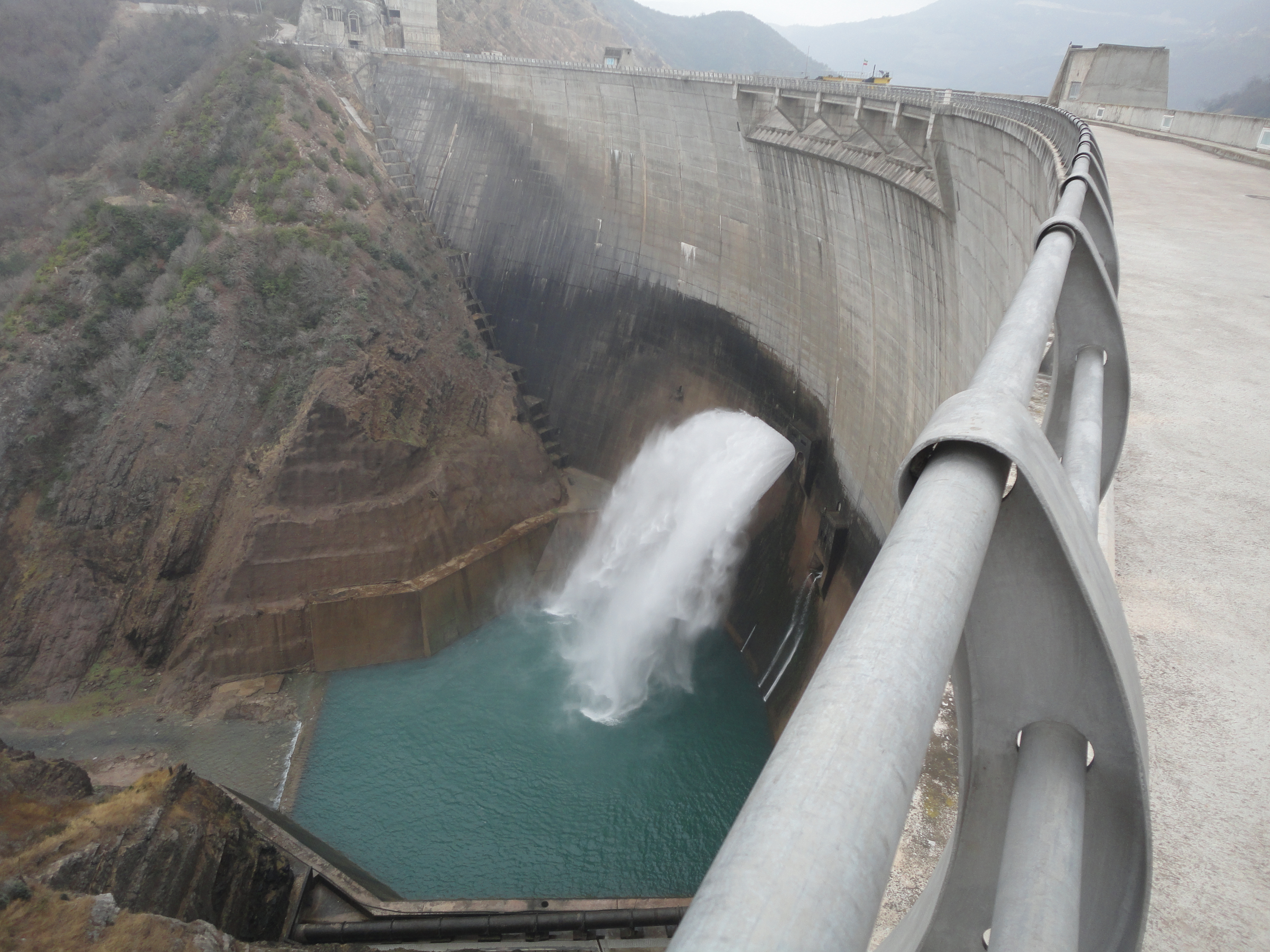
پایین تاج سد رجایی ۱
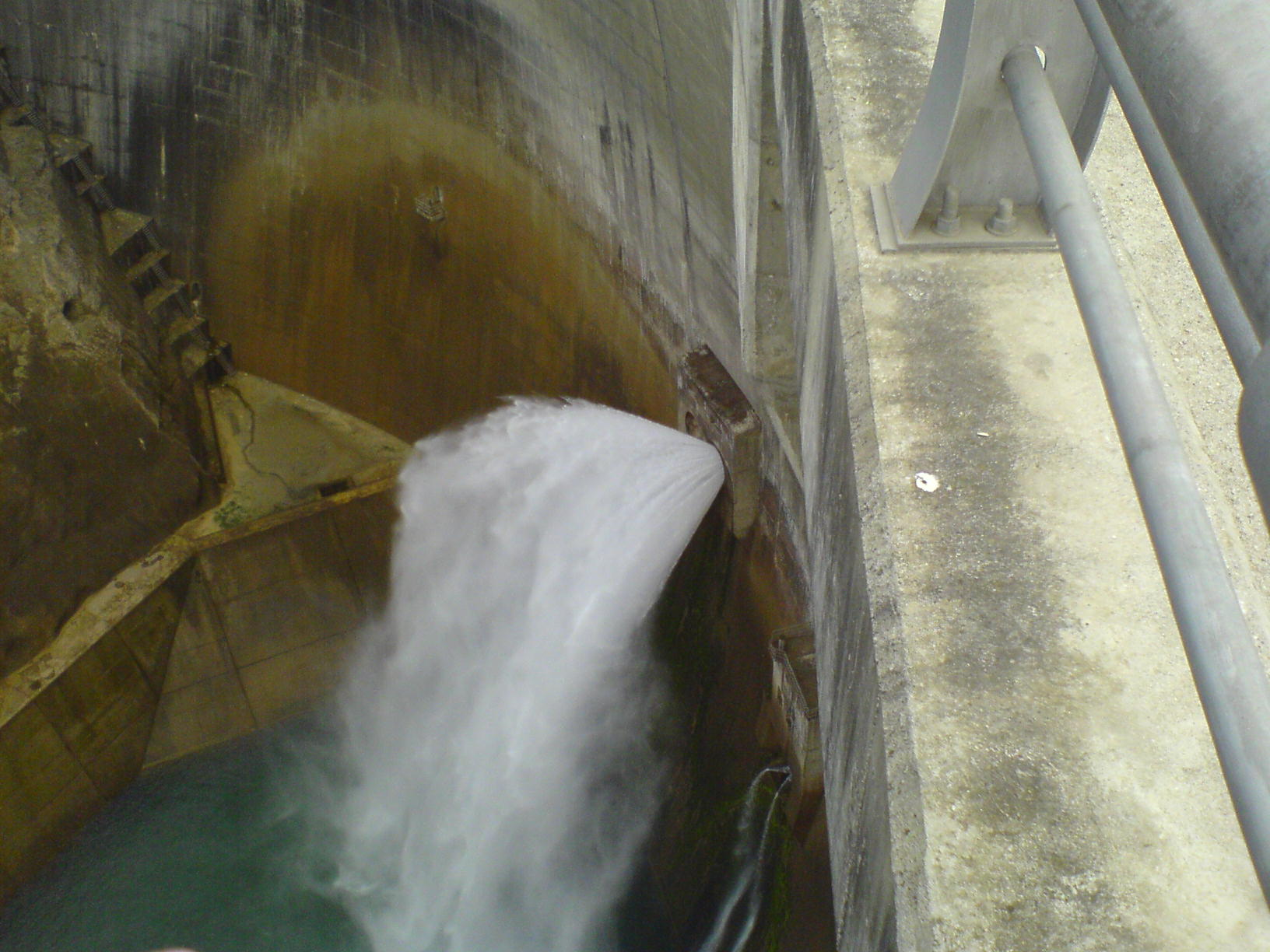
پایین تاج سد رجایی ۲
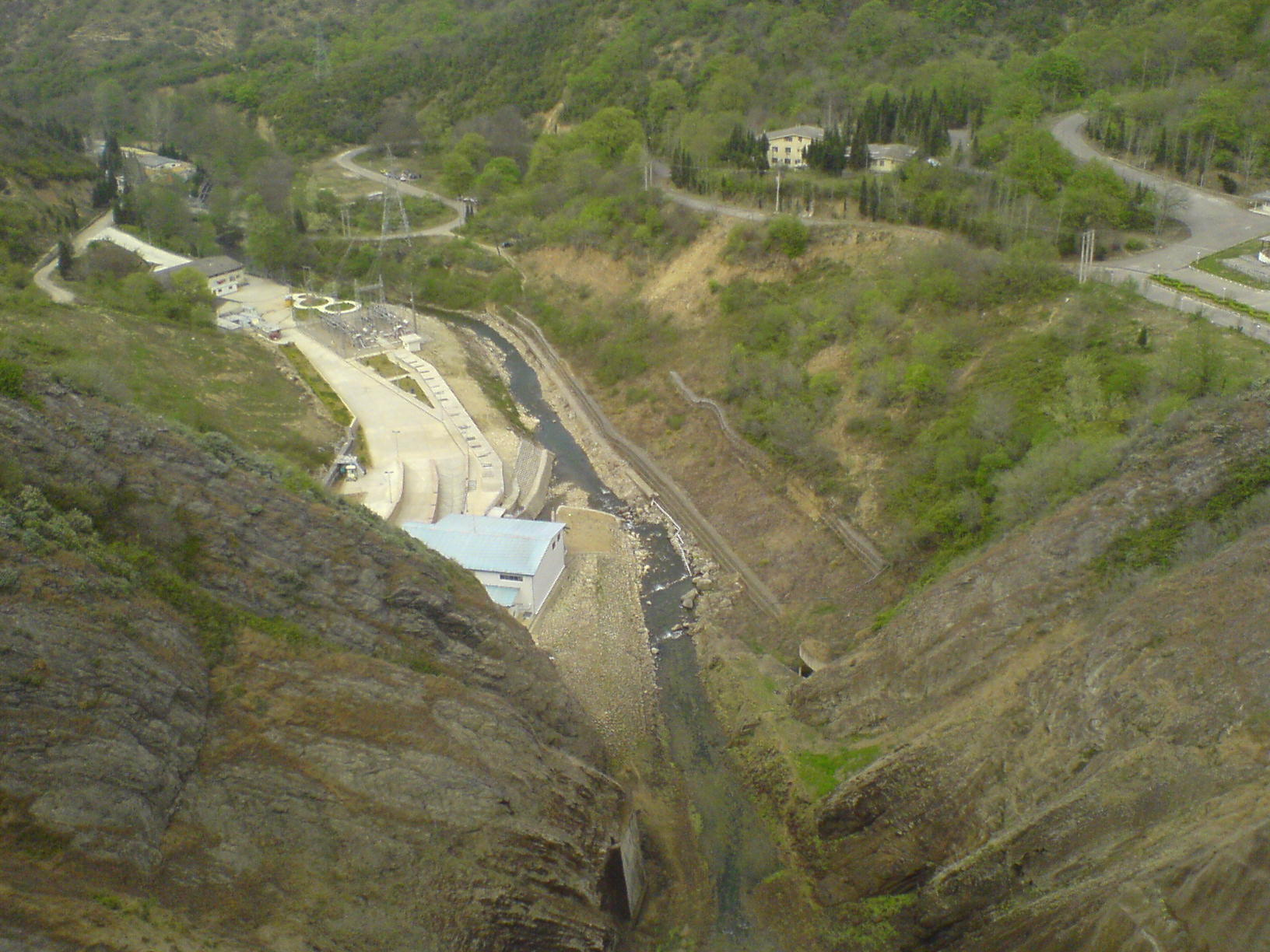
جلوی پایین سد رجایی
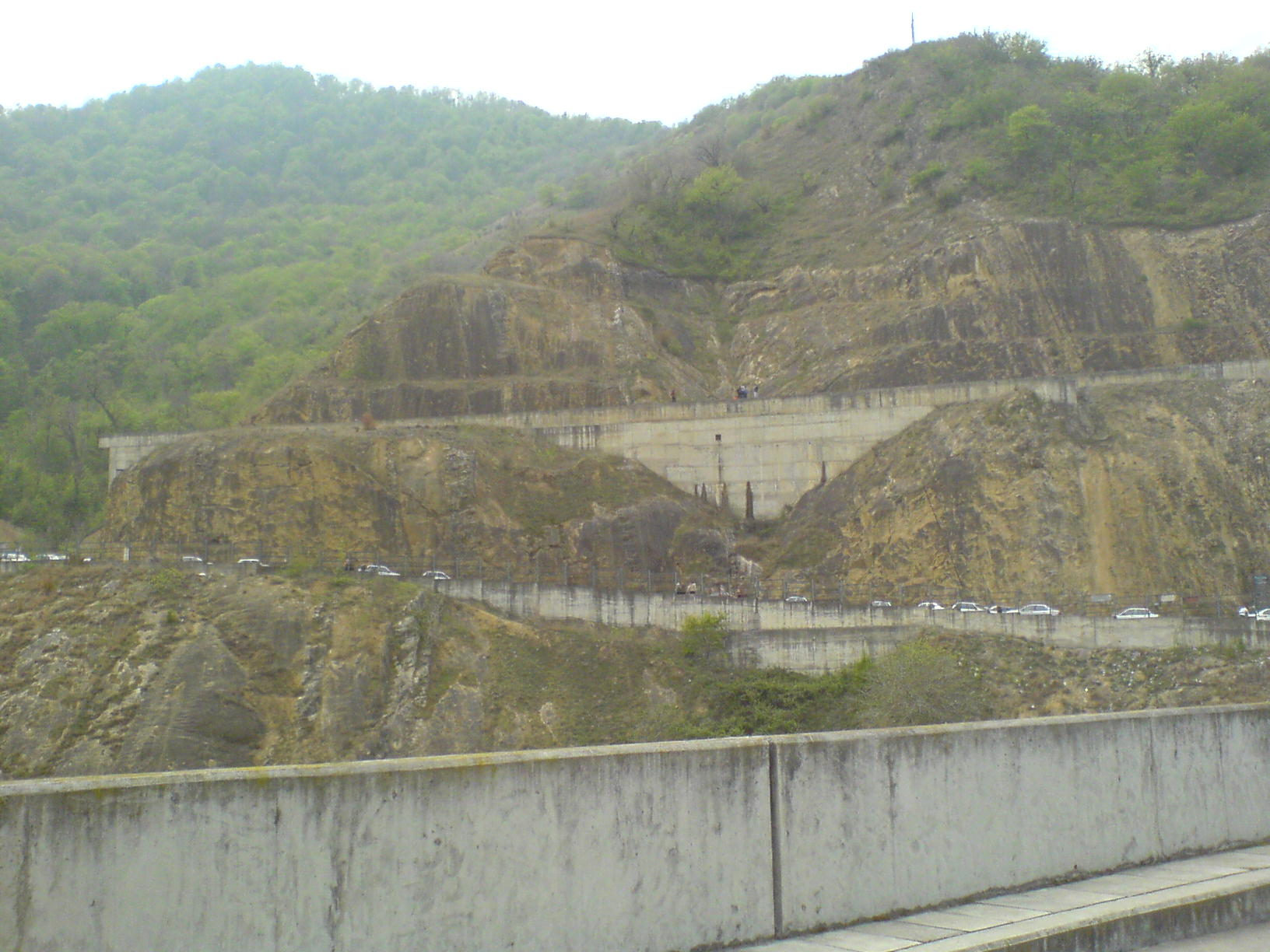
یک بخش از جاده منتهی به سد رجایی
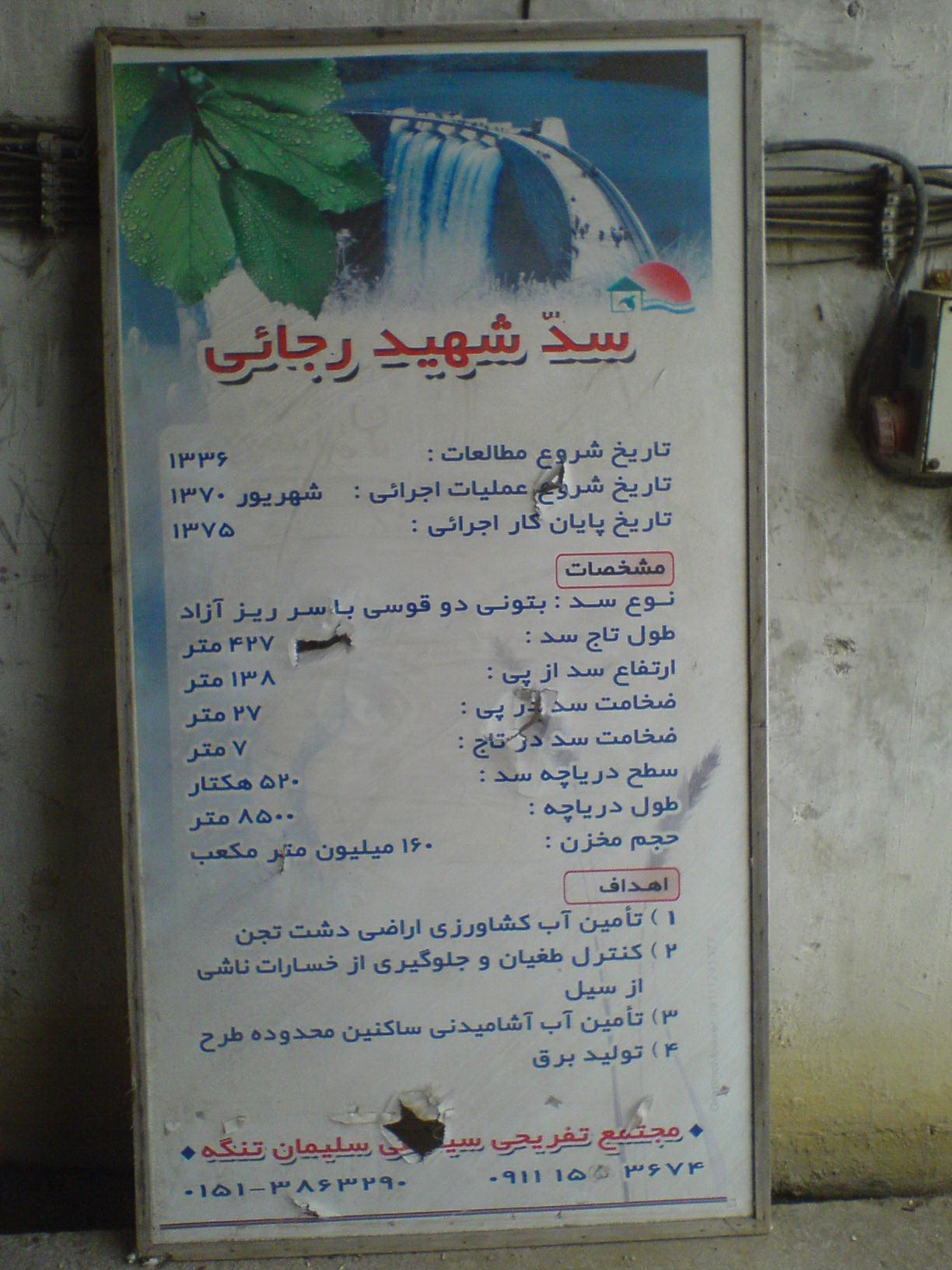
تابلوی اطلاعات سد رجایی
سد رجایی در حال احداث
تاج و بدنه سد رجایی
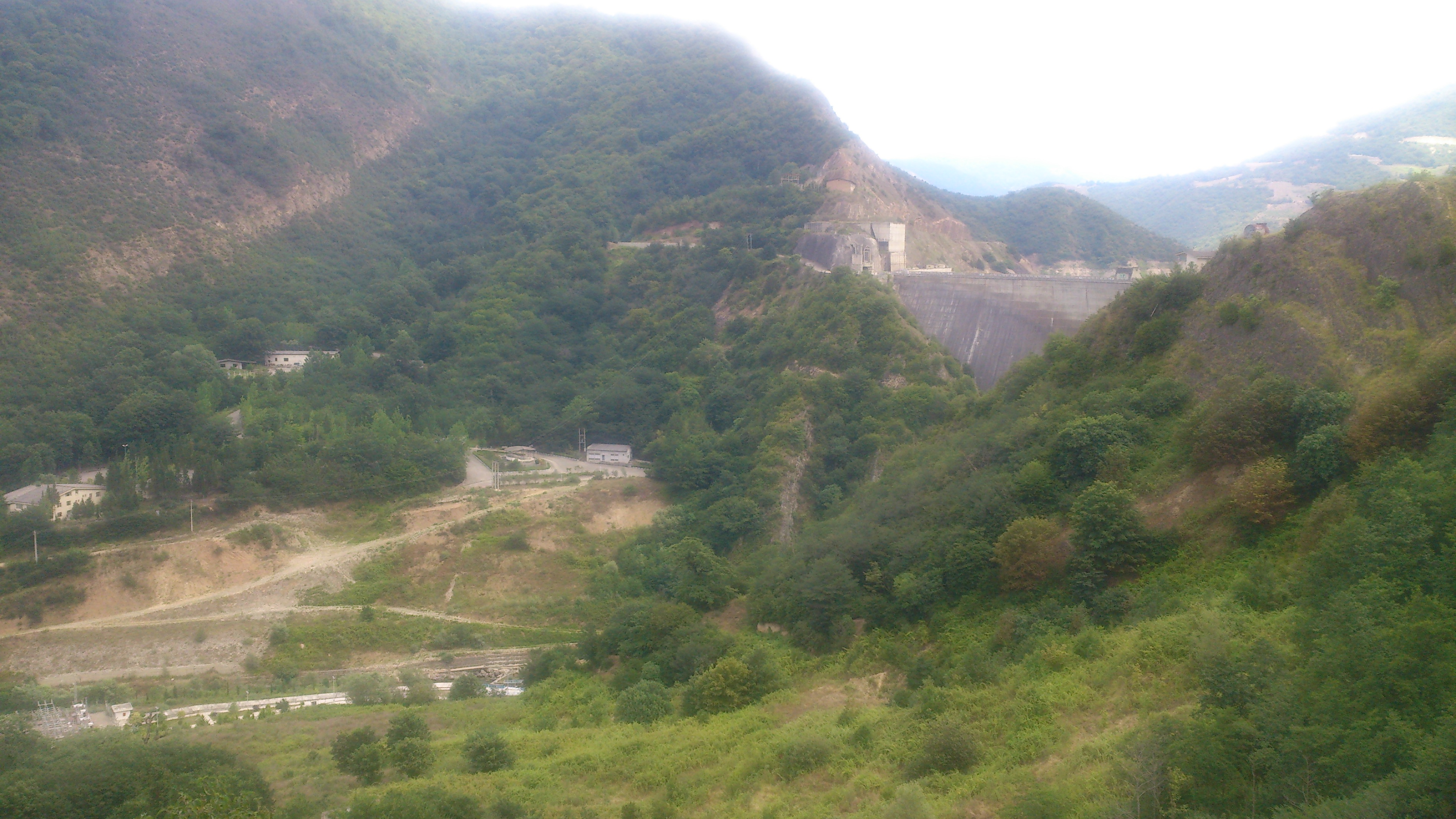
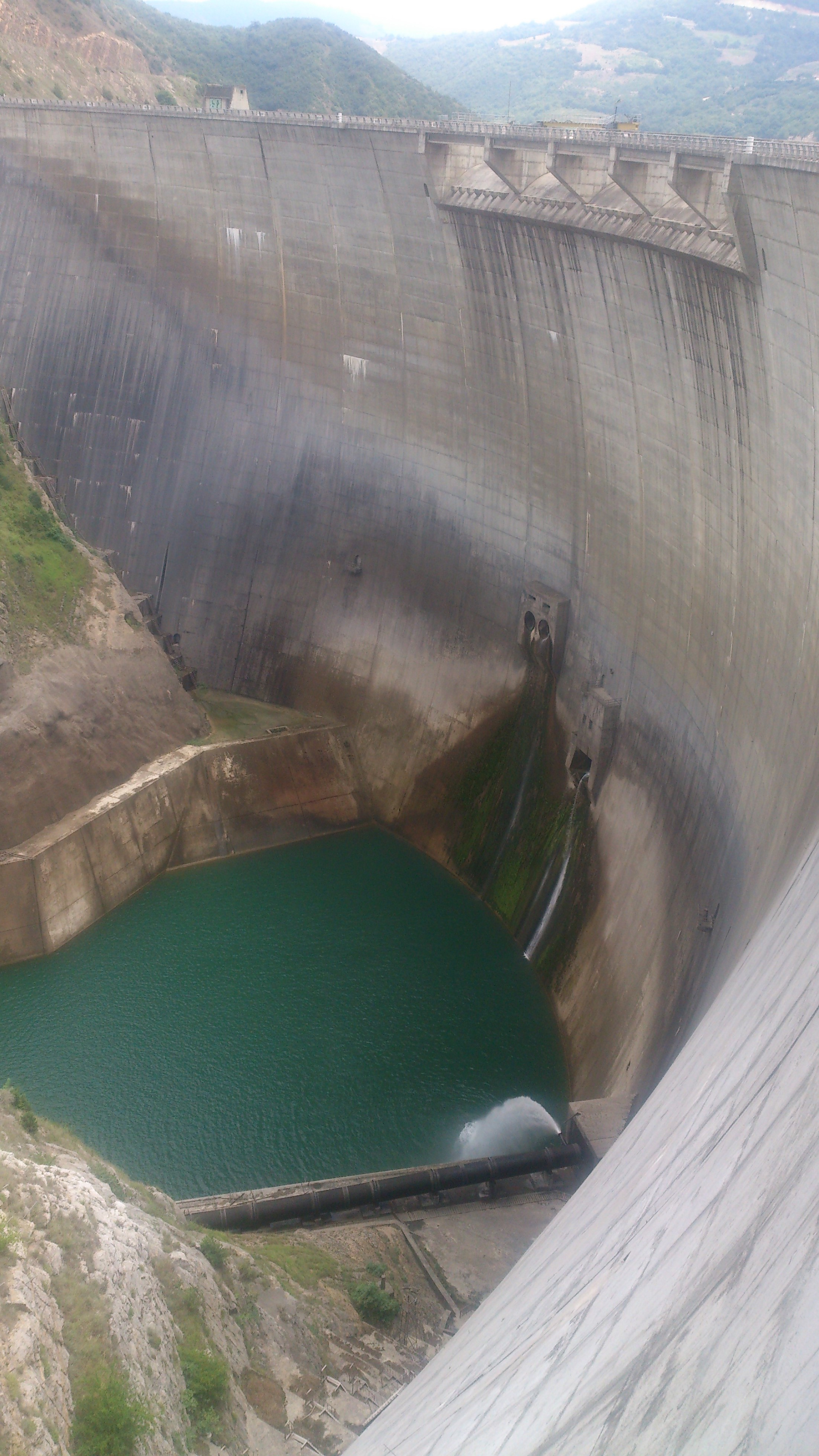
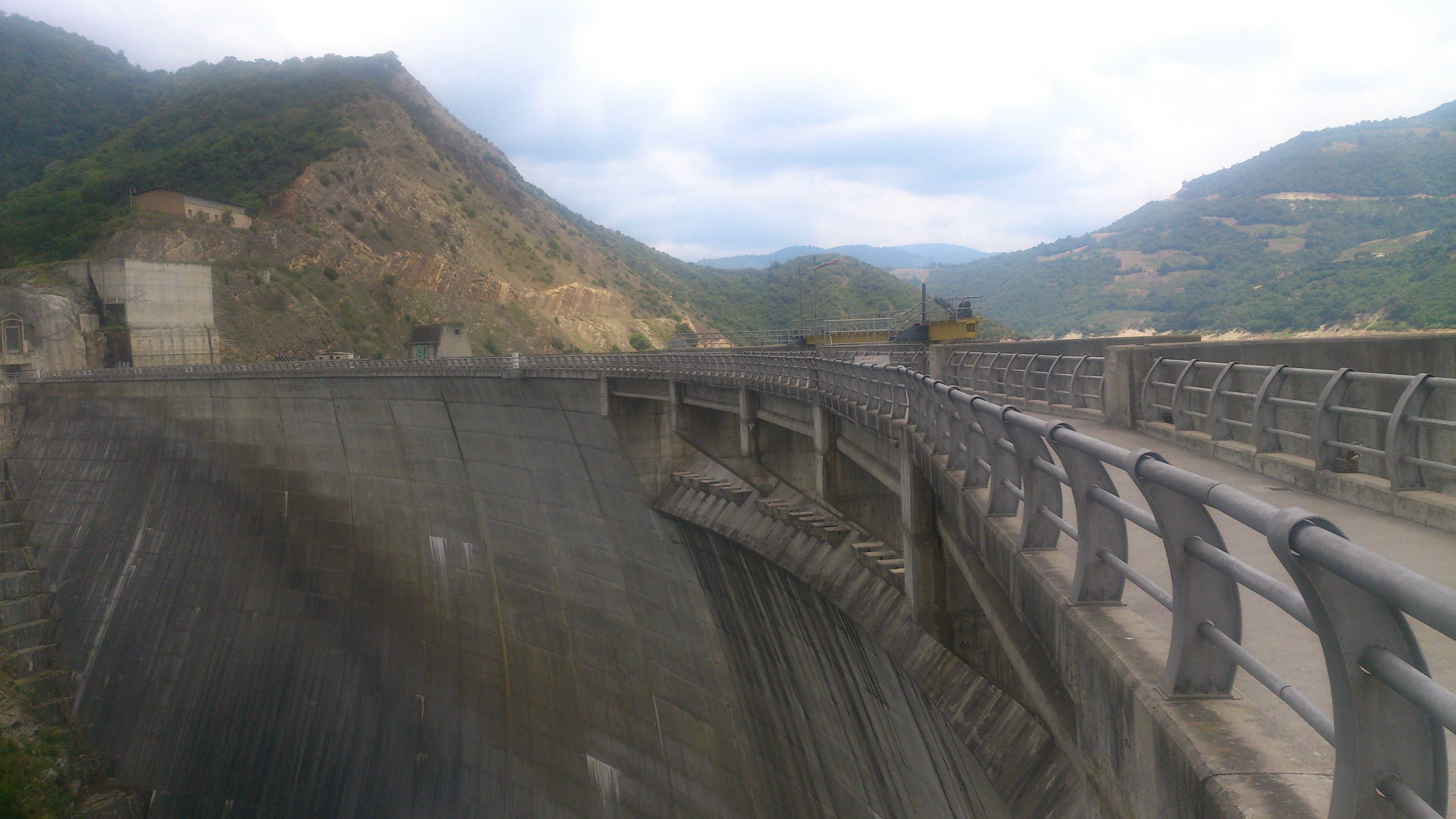
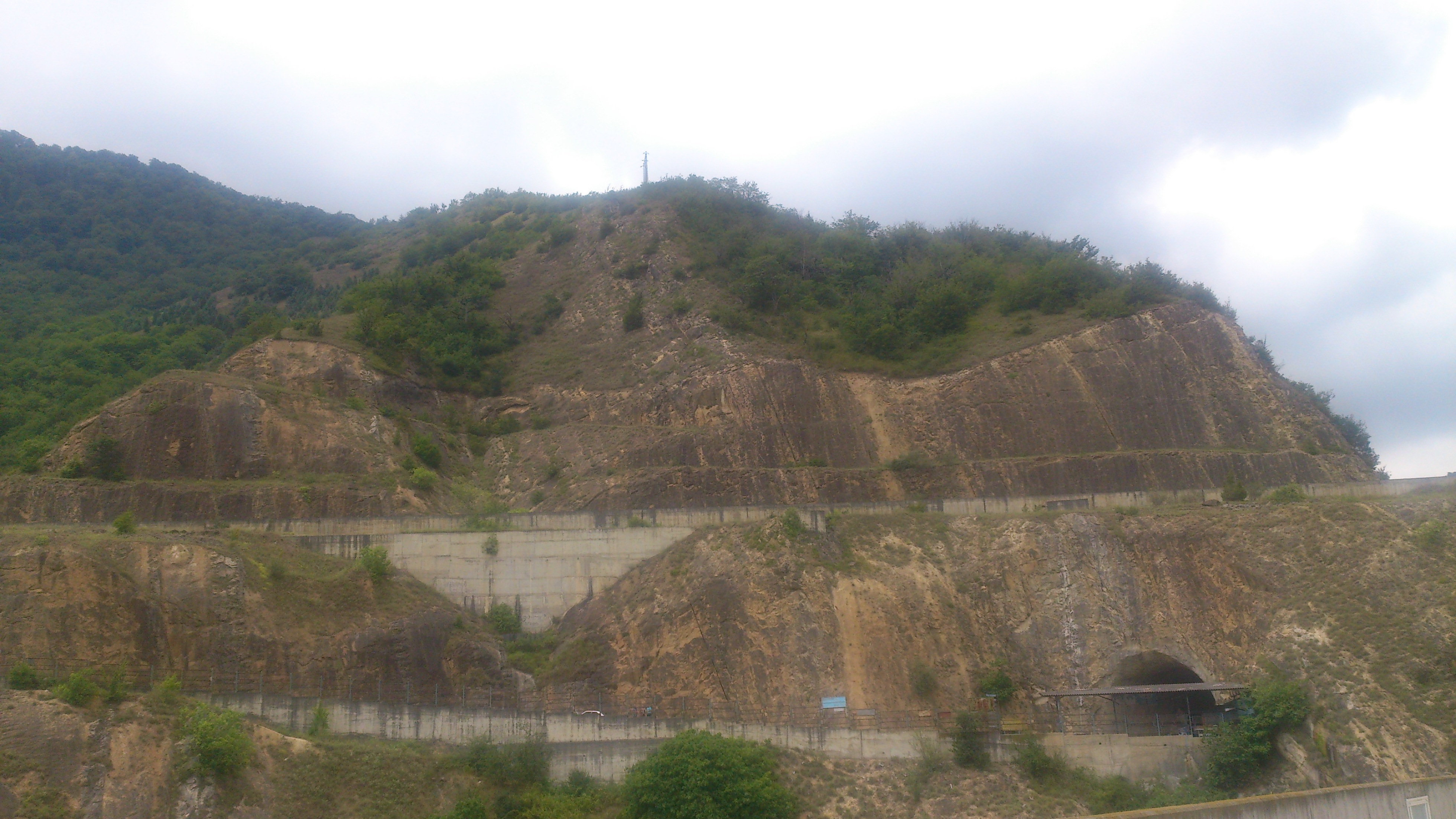
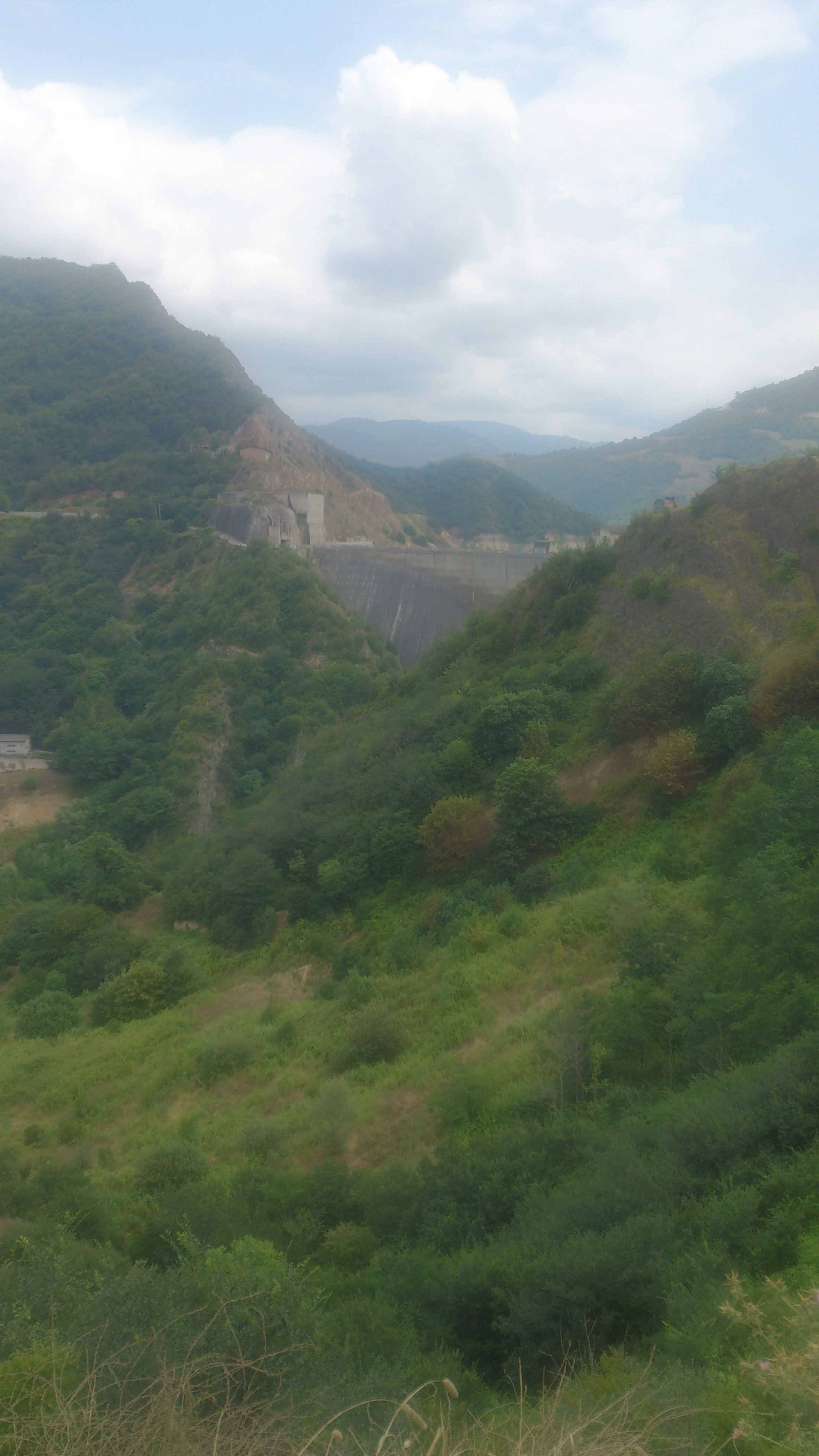
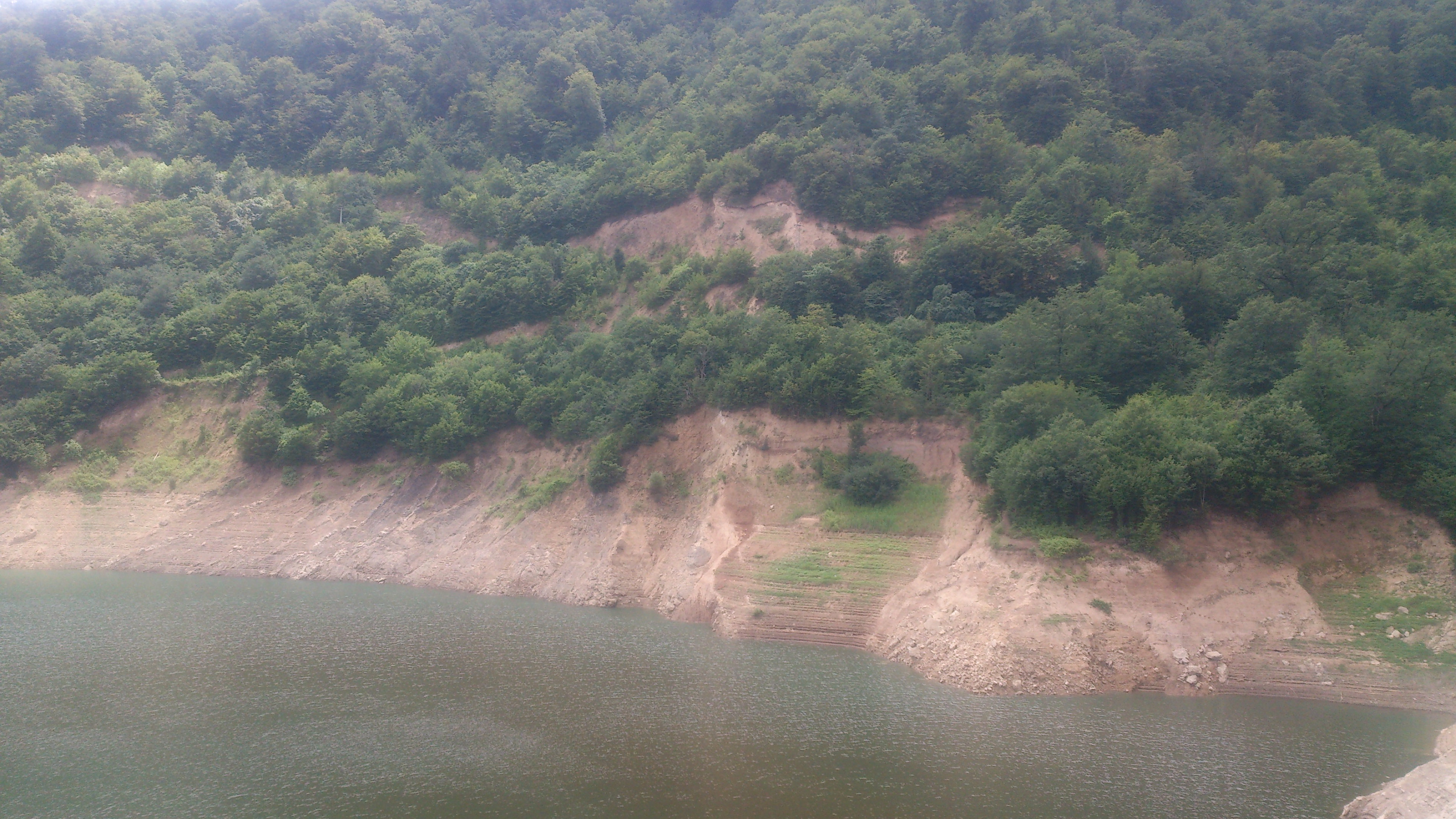
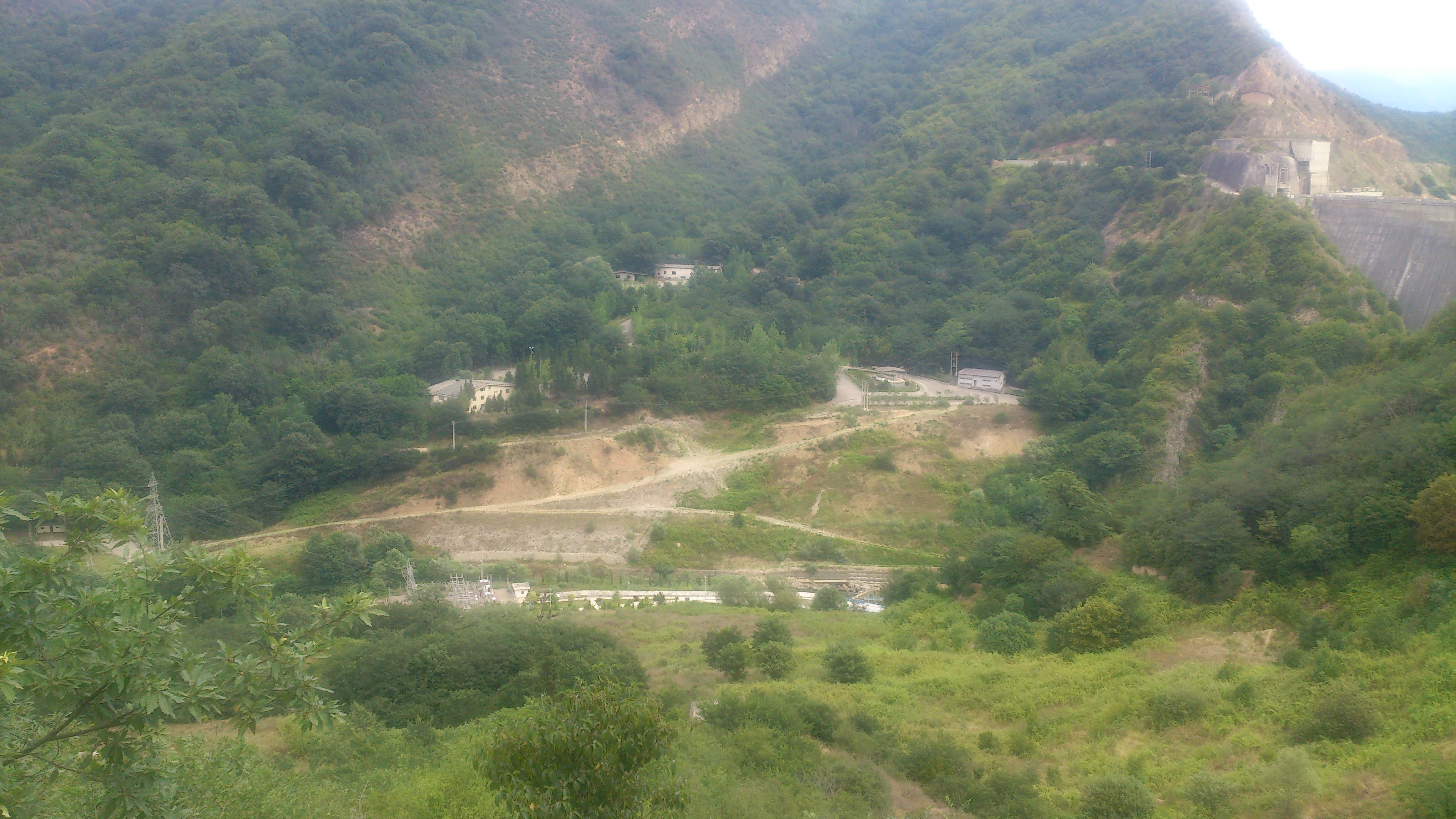